# Wally Laureys
Wally Laureys (1943/1944  - Sint-Niklaas, 4 februari 2005) was een Vlaams clown en circusdirecteur.

## Biografie
Laureys was van opleiding leraar plastische opvoeding en wetenschappelijk tekenen, maar nadat hij even van het poppenspel proefde bij Oekedoeleke startte hij in 1966 poppentheater Pomponneke en Poepoel. Ieder weekend en vakantiedag werd er gespeeld. Het bleef zijn droom om voltijds met poppen bezig te zijn. In 1995 realiseerde hij deze droom door samen met zijn partner Riet Lacres figurentheater Het Koffertje op te richten. Eerst werkten ze nog deeltijds in het onderwijs.
In 1998 kon Laureys met pensioen en werd Het Koffertje een voltijdse job, met daarbovenop Pomponneke en Poepoel in het weekend. Daarnaast was hij ook clown Jojo, die optrad in onder andere het Universitair Ziekenhuis Gent voor het Kinderkankerfonds. Hij was ook directeur van het Sint-in-de-Piste en als nar Cocquinette trad hij gedurende vijf jaar op in het middeleeuws gebeuren in Brugge.
Wally Laureys overleed na een hartaanval op 61-jarige leeftijd.

## Trivia
Wally Laureys had een gastrol in Samson en Gert. In de aflevering De zeeleeuwenshow (1998) trad hij op als zijn alter ego clown Jojo, om de kinderen in het kapsalon van Alberto te entertainen terwijl hij hun haren kapte.